# Tour du Poitou-Charentes 1997
Il Tour du Poitou-Charentes 1997, undicesima edizione della corsa, si svolse dal 25 al 28 agosto 1997 su un percorso di 675 km ripartiti in 4 tappe (la quarta suddivisa in due semitappe), con partenza da Coulon e arrivo a Poitiers. Fu vinto dal portoghese Joaquim Andrade della Maia-Hipermercados Jumbo-Cin davanti al francese Stéphane Barthe e al tedesco Uwe Peschel.

## Tappe
| Tappa  | Data      | Percorso                                              | km   | Vincitore di tappa          | Leader cl. generale |
| ------ | --------- | ----------------------------------------------------- | ---- | --------------------------- | ------------------- |
| 1ª     | 25 agosto | Coulon > Saint-Jean-d'Angély                          | 168  | Jaan Kirsipuu               | Jaan Kirsipuu       |
| 2ª     | 26 agosto | Saint-Jean-d'Angély > Montbron                        | 196  | Jaan Kirsipuu               | Jaan Kirsipuu       |
| 3ª     | 27 agosto | Montbron > Montmorillon                               | 180  | Frédéric Pontier            | Frédéric Pontier    |
| 4ª-1ª  | 28 agosto | Nieuil-l'Espoir > Nieuil-l'Espoir (cron. individuale) | 26,8 | Joaquim Andrade             | Joaquim Andrade     |
| 4ª-2ª  | 28 agosto | Nieuil-l'Espoir > Poitiers                            | 104  | Quintino Da Silva Rodrigues | Joaquim Andrade     |
| Totale | Totale    | Totale                                                | 675  |                             |                     |

## Dettagli delle tappe

### 1ª tappa
- 25 agosto: Coulon > Saint-Jean-d'Angély – 168 km

| Pos. | Corridore        | Squadra | Tempo    |
| ---- | ---------------- | ------- | -------- |
| 1    | Jaan Kirsipuu    | Casino  | 4h02'03" |
| 2    | Eddy Seigneur    | FDJ     | s.t.     |
| 3    | Jacek Mickiewicz | Mroz    | a 15"    |

| Pos. | Corridore     | Squadra | Tempo    |
| ---- | ------------- | ------- | -------- |
| 1    | Jaan Kirsipuu | Casino  | 4h02'03" |

### 2ª tappa
- 26 agosto: Saint-Jean-d'Angély > Montbron – 196 km

| Pos. | Corridore      | Squadra       | Tempo    |
| ---- | -------------- | ------------- | -------- |
| 1    | Jaan Kirsipuu  | Casino        | 5h01'35" |
| 2    | Niki Aebersold | Post Swiss    | s.t.     |
| 3    | Stefano Dante  | Cantina Tollo | s.t.     |

| Pos. | Corridore     | Squadra | Tempo    |
| ---- | ------------- | ------- | -------- |
| 1    | Jaan Kirsipuu | Casino  | 9h03'37" |

### 3ª tappa
- 27 agosto: Montbron > Montmorillon – 180 km

| Pos. | Corridore        | Squadra | Tempo    |
| ---- | ---------------- | ------- | -------- |
| 1    | Frédéric Pontier | Casino  | 4h00'35" |
| 2    | Cezary Zamana    | Mroz    | a 3"     |
| 3    | Stéphane Barthe  | Casino  | s.t.     |

| Pos. | Corridore        | Squadra | Tempo     |
| ---- | ---------------- | ------- | --------- |
| 1    | Frédéric Pontier | Casino  | 13h04'32" |

### 4ª tappa - 1ª semitappa
- 28 agosto: Nieuil-l'Espoir > Nieuil-l'Espoir (cron. individuale) – 26,8 km

| Pos. | Corridore       | Squadra | Tempo  |
| ---- | --------------- | ------- | ------ |
| 1    | Joaquim Andrade | Maia    | 31'37" |
| 2    | Uwe Peschel     | Schauff | a 14"  |
| 3    | Pascal Lance    | BigMat  | a 42"  |

| Pos. | Corridore       | Squadra | Tempo |
| ---- | --------------- | ------- | ----- |
| 1    | Joaquim Andrade | Maia    |       |

### 4ª tappa - 2ª semitappa
- 28 agosto: Nieuil-l'Espoir > Poitiers – 104 km

| Pos. | Corridore                   | Squadra | Tempo    |
| ---- | --------------------------- | ------- | -------- |
| 1    | Quintino Da Silva Rodrigues | Recer   | 2h29'01" |
| 2    | Francis Moreau              | Cofidis | s.t.     |
| 3    | Stéphane Barthe             | Casino  | a 9"     |

| Pos. | Corridore       | Squadra | Tempo     |
| ---- | --------------- | ------- | --------- |
| 1    | Joaquim Andrade | Maia    | 16h06'48" |
| 2    | Stéphane Barthe | Casino  | a 9"      |
| 3    | Uwe Peschel     | Schauff | a 14"     |

## Classifiche finali

### Classifica generale
| Pos. | Corridore       | Squadra                      | Tempo     |
| ---- | --------------- | ---------------------------- | --------- |
| 1    | Joaquim Andrade | Maia-Hipermercados Jumbo-Cin | 16h06'48" |
| 2    | Stéphane Barthe | Casino-C'est votre équipe    | a 9"      |
| 3    | Uwe Peschel     | Schauff-Schelbronn-RSV       | a 14"     |
| 4    | Jaan Kirsipuu   | Casino-C'est votre équipe    | a 22"     |
| 5    | Pascal Lance    | BigMat-Auber 93              | a 42"     |
| 6    | Francis Moreau  | Cofidis                      | a 53"     |
| 7    | Jens Voigt      | ZVVZ-Giant-A.I.S.            | a 55"     |